# Aleksandrovac (okręg pirocki)
Aleksandrovac (cyr. Александровац) – wieś w Serbii, w okręgu pirockim, w gminie Babušnica. W 2011 roku liczyła 54 mieszkańców.